# 郭鹏 (1906年)
郭鹏（1906年10月—1977年7月16日），原名郭光前，男，湖南醴陵人，中国人民解放军中将。1955年获一级八一勋章、一级独立自由勋章和一级解放勋章。